# Jan Sobecki
Jasiu (Jan) Sobecki (Polen, 8 april 1980) is een Pools-Nederlandse kok en horecaondernemer. Hij is chef-kok en eigenaar van het met twee Michelinsterren bekroonde restaurant Tribeca.

## Jonge jaren

### Jeugd
Sobecki is geboren in Polen. Toen hij 3 jaar oud was overleed zijn vader. Kort daarna is zijn moeder met haar zus en hem naar Nederland geëmigreerd. Het gezin groeide op in het Oosten van Noord-Brabant. Zijn moeder had het zwaar en werkte hard om het gezin het beste te geven. Sobecki schrijft zijn doorzettingsvermogen met terugwerkende kracht toe aan de drive die zijn moeder in zijn jeugd had. Voor haar werk reisde zijn moeder regelmatig, in die periodes kwam zijn Poolse oma over om op te passen. Door zijn grootmoeder bleef Jan Sobecki ook in Nederland, veel in aanraking komen met traditionele Poolse gerechten.
Tijdens de MAVO in Eindhoven zette Jan Sobecki zijn eerste stappen in professionele keukens, hij werkte onder andere bij De Twee Bergen in Eindhoven. De eerste sterrenkeuken waar Sobecki in werkzaam was is restaurant Boreas in Heeze. Onder de vleugels van chef-kok Nico Boreas is de passie voor koken van Sobecki echt begonnen. Hij besloot om na de middelbare school in 1998 naar de hotelschool in Heerlen te gaan. Tijdens zijn vervolgopleiding leerde Sobecki zijn latere vrouw Claudia Heuts kennen, waarmee hij eerst jarenlang bevriend was.

### New York

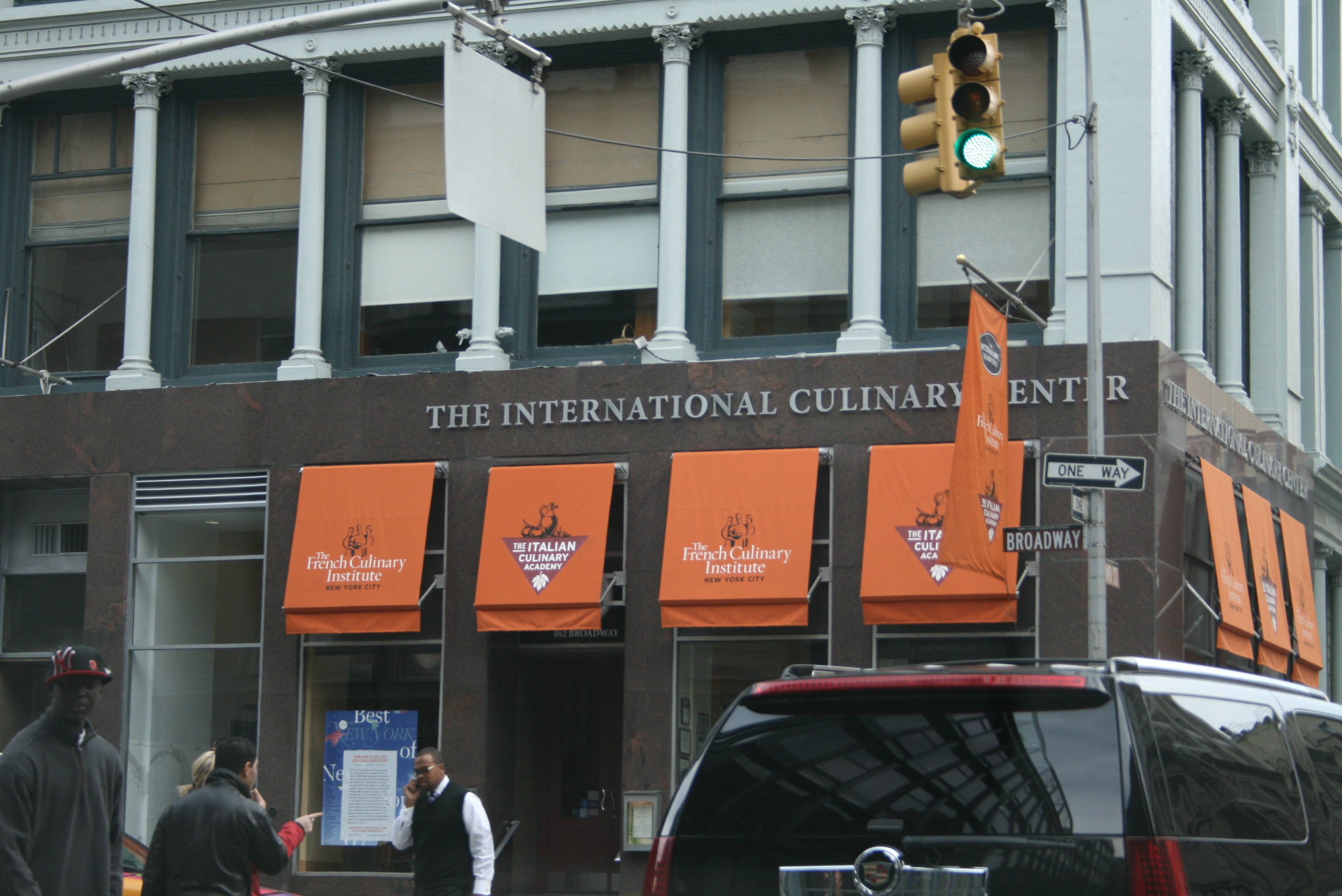
The French Culinary Institute (later: The International Culinary Center)

Door een stage bij een Amerikaanse resortketen kwam Sobecki in de Verenigde Staten terecht, een land waar hij altijd al graag naartoe wilde gaan. Toen de hotelschool was afgerond wilde hij graag nog langer blijven wonen en werken in het land. Om zijn studentenvisum te behouden besloot hij om verder te studeren aan The French Culinary Institute. Hij werkte in deze periode onder andere bij een Frans/Latijns-Amerikaans restaurant.
Na de opleiding werkte Sobecki enkele jaren bij het tweesterren restaurant Craft in New York. Sobecki begon hier onderaan de ladder. “You want to work here, but I’ll show you how to clean first!” waren de eerste woorden van zijn werkgever. Sobecki zette door en werkte zich in 2,5 jaar naar boven tot souschef onder meesterkok Tom Colicchio. In zijn vrije uren werd Sobecki door zijn chef naar de visafslag, slagerij en bakker gestuurd, om optimaal het vak te leren.

### Parijs
Zijn drive om verder te ontwikkelen in de topgastronomie wakkerde de wens aan om in Parijs te gaan werken. Hij wilde bij de absolute top aan de slag en schrijft nog vanuit New York brieven naar onder andere meesterkoks Joël Robuchon en Alain Ducasse. Omdat hij op dat moment nog geen Frans sprak, keerde Sobecki eerst terug naar Nederland. Hij verdiende wat geld bij in de keuken van een steakhouse van vrienden, van het salaris volgde hij bij de nonnen een cursus Frans.

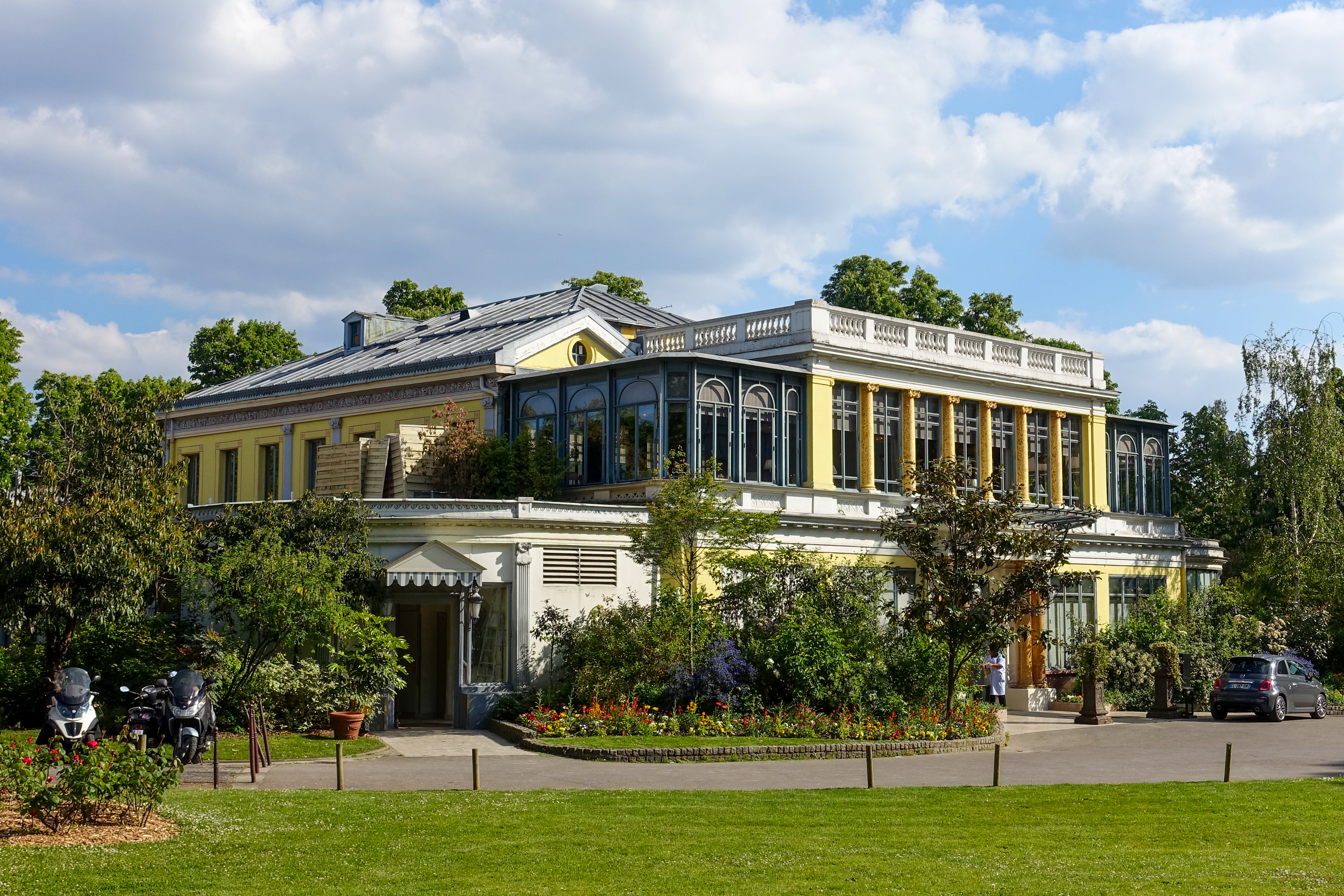
Pavillon Ledoyen in 2017

Helaas krijgt Sobecki op de vele brieven die hij stuurde naar restaurants met drie, twee en één Michelinster geen reactie. In 2005 vertrekt hij alsnog naar Parijs, zonder afspraak gaat hij tal van restaurants af, maar zonder succes.
Toen werd er plotseling contact met hem opgenomen, meesterkok Antoine Westerman, stond op het punt in Parijs restaurant Drouant over te nemen. De kok zocht nog een poissonnier. Hier kwam zijn ervaring, die hij opdeed tijdens de vele stages bij leveranciers in New York, goed van pas. Sobecki blonk uit in hoe snel hij vis kan fileren. Hij werkte een klein jaar bij het tweesterrenrestaurant.
Toen collega's aanschouwden dat hij naast razendsnel fileren ook nog kundig bleek in pekelen en krokant bakken van vis, werd hij door iemand uit de bediening op een soortgelijke vacature bij Pavillon Ledoyen gewezen. Dit restaurant had op dat moment zijn gedroomde drie Michelinsterren. Jan Sobecki werkte er van 2006 tot 2008 als vis-chef, in vaktermen poissonnier.

## Chapeau!
Na twee jaar besloot Sobecki dat hij terug wilde naar Nederland om rust te creëren en daar een leven op te bouwen. Hij kwam schoolvriendin Claudia Heuts opnieuw tegen en het stel kreeg een relatie. Terug in Nederland gaat Sobecki in maart 2008 aan de slag bij Chapeau! in Bloemendaal. Het restaurant was gevestigd in een karakteristiek herenhuis in de badplaats. De eetgelegenheid had in die jaren een roerige periode achter de rug door het verliezen van de Michelinster in 2005.
Sobecki werkte eerst enkele jaren als souschef in het restaurant en werd op 1 mei 2012 chef-kok. Chapeau! krijgt het jaar voor zijn aantreden de eerste Michelinster en eind 2012 een tweede ster. Jan Sobecki weet de prestigieuze onderscheiding te behouden tot de sluiting op 1 augustus 2016.

## Tribeca
Gedreven door perfectionisme groeide bij Sobecki de wens om naast chef-kok, ondernemer te worden. Zo kreeg hij nog meer inspraak op de algehele beleving, van personeelskleding en muziek tot het servies. Het was een wens die zijn vrouw Claudia ook deelde. Toen het stel vernam dat restaurant Boreas in Heeze, de eerste sterrenkeuken waar Jan Sobecki ooit werkte, te koop was, toonde zij zich geïnteresseerd. Het feit dat zij dan weer dichterbij hun familie konden wonen woog ook mee. Mede door crowdfunding kreeg het stel het aankoopbedrag bij elkaar om Tribeca te realiseren. Boreas sloot op 23 juli 2016 haar deuren.
De eetgelegenheid Tribeca is vernoemd naar de gelijknamige wijk in New York, een buurt waar Jan gewerkt heeft en Claudia altijd graag kwam. De locatie uit 1916 kent een rijke culinaire historie, voor Boreas was in deze villa ruim 30 jaar restaurant D'n Doedelaar gevestigd. Restaurant Tribeca werd precies naar wens van Jan en Claudia in korte tijd verbouwd en opende op 15 augustus 2016.
Slechts vier maanden na de opening werden Jan en Claudia Sobecki overrompeld door het feit dat Tribeca direct werd onderscheiden met twee Michelinsterren. De inspecteurs zouden op de derde dag na de opening al langs zijn gekomen. Het komt niet vaak voor dat de Franse bandenfabrikant recent geopende restaurants zo snel met twee sterren onderscheid. In 2023 is het restaurant onderscheiden met 19 van de 20 punten in de GaultMillau-gids, in datzelfde jaar won Sobecki de prijs 'Chef van het Jaar'. De zaak kwam hoog binnen in de top 100 van de Nederlandse culinaire gids Lekker. In 2017 stonden zij op plaats 20 van beste restaurants van het land, in 2020 op de derde plek en in 2022 en 2023 zijn ze tweede geworden na De Librije.
In januari 2025 werd bekend dat Sobecki in 2026 een nieuw restaurant zal openen op Landgoed De Wielewaal. Hij kondigde daarbij aan dat restaurant Tribeca na de opening zal sluiten, om zich volledig op de nieuwe zaak te richten. Tot die tijd blijft Tribeca geopend.

## Privé
Jan Sobecki is getrouwd met Claudia Sobecki-Heuts, met wie hij een zoon heeft.